# Ingenuity
Ingenuity, även känd som Mars Helicopter, är en drönare utvecklad och byggd av Jet Propulsion Laboratory under NASAs Mars 2020-projekt. Under resan till planeten Mars, och under landningen, satt den fast undertill på rovern Perseverance. Farkostens syfte är att testa teknik inför framtida utforskning av planeten Mars.
NASA såg risken som stor att testet kunde misslyckas. Då risken för att ett misslyckande skulle påverka Perseverance sågs som mycket liten, valde de ändå att inkludera Ingenuity i uppdraget. Ingenuity landade som planerat, med hjälp av sin moderfarkost, på Mars den 18 februari 2021. Perseverance lösgjorde farkosten den 3 april 2021 och en första lyckad flygning på Mars kunde utföras den 19 april. Farkostens sista flygning gjordes den 18 januari 2024.

## Namn
I april 2020 meddelade NASA att drönaren döpts till Ingenuity.

## Teknik och design
Ingenuity är en automatiserad och robotstyrd helikopter, drönare och farkost. Det är den första motordrivna farkost som flygs på en annan planet än jorden. Den första flygningen utanför vår jord genomfördes av de sovjetiska Vegasonderna med två heliumballonger i Venus atmosfär. Helikoptern utvecklades för att kunna flyga 90 sekunder per flygning. På grund av Mars tunna atmosfär (1 % av jordens) behöver Ingenuity pressa ner mer luft än på jorden, ungefär som att flyga en helikopter 30 km upp i luften. För att möjliggöra detta så roterar bladen fem gånger så snabbt som på en vanlig helikopter.
Farkosten flyger med hjälp av två motroterande blad som snurrar i runt 2400 rpm och lyfter dess 1,8 kg tunga massa upp i luften upp till 5 meter och upp till 50 meter iväg. På grund av tiden det tar att skicka signaler mellan jorden och Mars så styrs den inte genom fjärrstyrning. Istället har den självgående styrning, baserad på automatiserad avläsning av marken som underlag för beräkningarna av farkostens rutt.

## Testning
För att simulera förhållandena på Mars så användes en vakuumkammare för att efterlikna de låga atmosfärtrycken på Mars. Den var fylld med koldioxid till cirka 0,60% av det vanliga atmosfärstrycket vid havsnivån på jorden. 

## Uppdrag och utförande

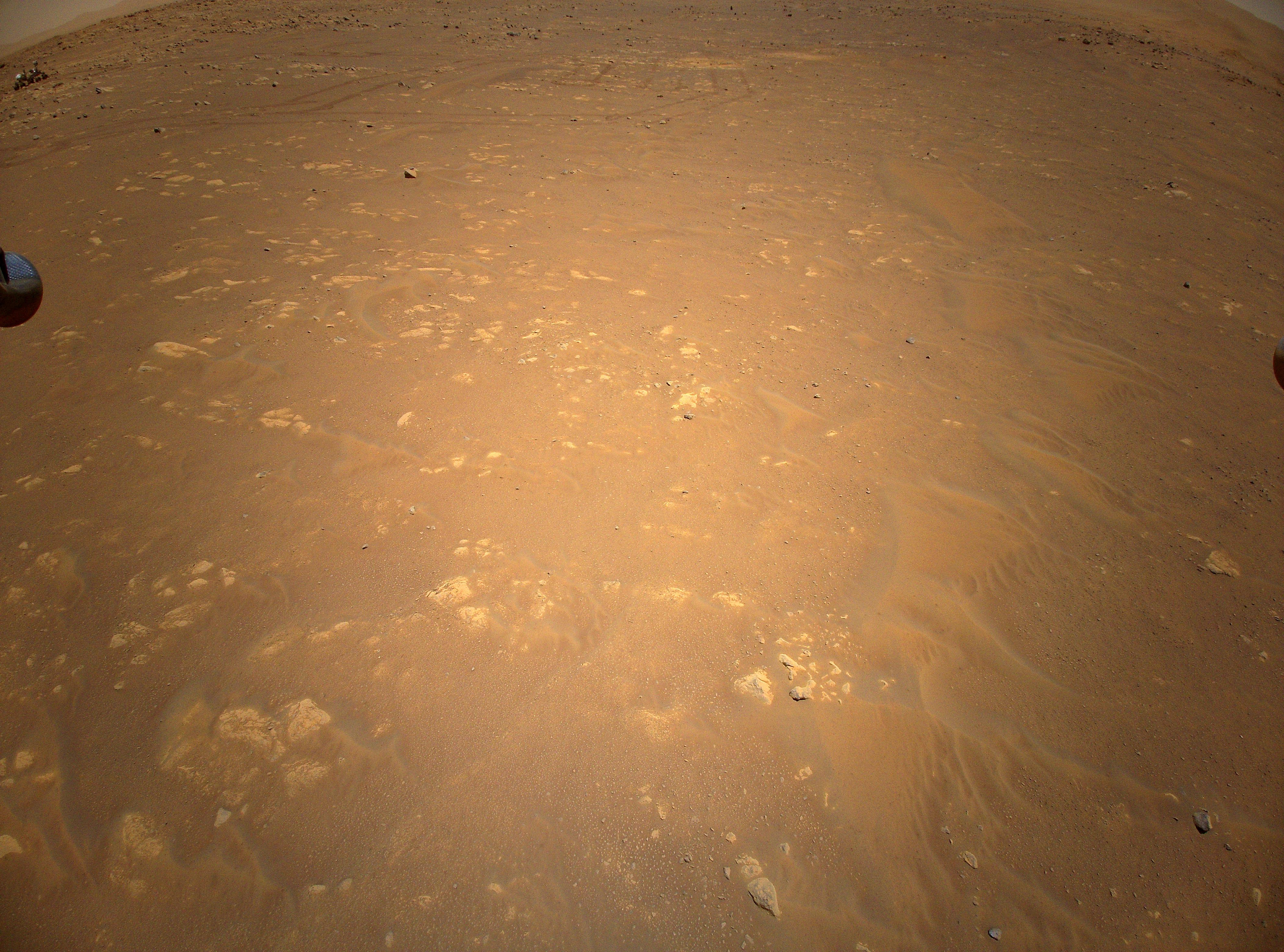
Bild tagen från 5 meters höjd under Ingenuitys tredje flygtur. I övre vänstra hörnet, cirka 85 meter bort, syns Perseverance

Den 3 april 2021 släpptes Ingenuity ner på marken från Perseverance. Ingenuity flög för första gången på Mars den 19 april 2021. Helikoptern lyckades med att nå en höjd på 3 meter, hovra och sedan landa precis som planerat. Den 39 sekunder långa flygningen är den första motoriserade på en annan planet.
Den 22 april 2021 genomfördes Ingenuitys andra flygning. Denna gången till en höjd på 5 meter. Den flög för första gången även horisontalt i total 2 meter. Tredje flygningen utfördes den 25 april 2021. Denna gång varade flygningen i 80 sekunder och den färdades ca 100 meter över Mars yta på en höjd av 5 meter för att sedan landa på sin ursprungliga startpunkt. En fjärde flygning genomfördes den 30 april 2021. Även denna gång sattes nytt rekord med en total flygsträcka på 266 meter som varade i 117 sekunder. Den 7 maj gjordes en femte flygning på en höjd av 10 meter och till en landningsplats 129 meter från startpunkten. Den 22 maj 2021 flög Ingenuity åter till en ny landningsplats. Under slutfasen av den 150 meter långa flygsträckan uppkom det ett problem med helikopterns navigationssystem. Ett tidsglapp mellan dess kameranavigation och andra sensorer ombord utlöste flera säkerhetssystem för att hålla helikoptern flygande. Den lyckades trots detta landa på den nya förvalda positionen.
Den 18 januari 2024 skadades helikopterns rotorblad när den landade efter sin 72:a flygning, vilket omöjliggjorde fler flygningar. En vecka senare tillkännagav NASA att farkostens uppdrag var avslutat. Ingenuity hade då en total flygtid på 2 timmar, 8 minuter och 48 sekunder genomförda under 2 år och 9 månader, där den förflyttat sig mer än 17 kilometer.

### Fotnoter
1. 1 2  Jet Propulsion Laboratory (19 februari 2021). ”NASA’s Mars Helicopter Reports In” (på engelska). NASA. https://www.jpl.nasa.gov/news/nasas-mars-helicopter-reports-in. Läst 20 februari 2021.
2. 1 2 3 4  Jet Propulsion Laboratory (1 april 2020). ”Mars Helicopter/Ingenuity” (på engelska) (PDF). NASA. https://mars.nasa.gov/files/mars2020/MarsHelicopterIngenuity_FactSheet.pdf. Läst 16 juli 2020.
3. ↑  mars.nasa.gov. ”NASA's Ingenuity Mars Helicopter Succeeds in Historic First Flight” (på engelska). NASA’s Mars Exploration Program. https://mars.nasa.gov/news/8923/nasas-ingenuity-mars-helicopter-succeeds-in-historic-first-flight. Läst 25 april 2021.
4. ↑  NASA (29 april 2020). ”High School Junior Names NASA's Mars Helicopter” (på engelska). NASA. https://mars.nasa.gov/resources/24932/high-school-junior-names-nasas-mars-helicopter/. Läst 16 juli 2020.
5. 1 2 3 4  ”Mars Helicopter”. Veritasium. 10 augusti 2019. https://www.youtube.com/watch?v=GhsZUZmJvaM&t=507s. Läst 20 februari 2021.
6. ↑  mars.nasa.gov. ”NASA's Mars Helicopter Survives First Cold Martian Night on Its Own” (på engelska). NASA’s Mars Exploration Program. https://mars.nasa.gov/news/8906/nasas-mars-helicopter-survives-first-cold-martian-night-on-its-own. Läst 25 april 2021.
7. ↑  ”Webbtv: Video från Mars när helikoptern Ingenuity flyger”. Kamera & Bild. https://www.kamerabild.se/nyheter/vetenskap/webbtv-video-fran-mars-nar-helikoptern-ingenuity-flyger. Läst 25 april 2021.
8. ↑  April 2021, Mike Wall 22. ”Mars helicopter Ingenuity flies higher and longer on Red Planet in 2nd flight” (på engelska). Space.com. https://www.space.com/mars-helicopter-ingenuity-second-flight. Läst 25 april 2021.
9. ↑  ”Ingenuity: Nasa's Mars helicopter makes it three from three” (på brittisk engelska). BBC News. 25 april 2021. https://www.bbc.com/news/science-environment-56882257. Läst 25 april 2021.
10. ↑  mars.nasa.gov. ”Ingenuity Completes Its Fourth Flight” (på engelska). mars.nasa.gov. https://mars.nasa.gov/technology/helicopter/status/297/ingenuity-completes-its-fourth-flight/. Läst 1 maj 2021.
11. ↑  mars.nasa.gov. ”Ingenuity's Successful Fifth Flight” (på engelska). NASA’s Mars Exploration Program. https://mars.nasa.gov/resources/25898/ingenuitys-successful-fifth-flight. Läst 27 maj 2021.
12. ↑  mars.nasa.gov. ”Surviving an In-Flight Anomaly: What Happened on Ingenuity’s Sixth Flight” (på engelska). mars.nasa.gov. https://mars.nasa.gov/technology/helicopter/status/305/surviving-an-in-flight-anomaly-what-happened-on-ingenuitys-sixth-flight/. Läst 27 maj 2021.
13. ↑  Chang, Kenneth (25 januari 2024). ”Ingenuity, the NASA Helicopter Flying Over Mars, Ends Its Mission – The robot flew 72 times, serving as a scouting partner to the Perseverance rover, aiding in the search for evidence that there was once life on the red planet.”. The New York Times. Arkiverad från originalet den 25 januari 2024. https://archive.today/20240125231308/https://www.nytimes.com/2024/01/25/science/nasa-ingenuity-helicopter-mars.html. Läst 26 januari 2024.
14. ↑  ”Flight Log”. Mars Helicopter Tech Demo. NASA. Arkiverad från originalet den 12 oktober 2023. https://web.archive.org/web/20231012105252/https://mars.nasa.gov/technology/helicopter/#Flight-Log. Läst 21 januari 2024.
15. ↑  ”NASA Science Live: Ingenuity Mars Helicopter Tribute & Legacy”. YouTube. Arkiverad från originalet den 1 februari 2024. https://web.archive.org/web/20240201030949/https://www.youtube.com/watch?v=lkZ6jkqPMEc&feature=youtu.be. Läst 1 februari 2024.